# 싸인 (영화)
《싸인》(Signs)은 미국에서 제작된 M. 나이트 샤말란 감독의 2002년 드라마, SF, 스릴러 영화이다. 멜 깁슨 등이 주연으로 출연하였고 프랭크 마셜 등이 제작에 참여하였다.

## 출연진

### 주연
- 멜 깁슨 - 그레이엄 헤스 역
- 호아킨 피닉스 - 메릴 헤스 역

### 조연
- 로리 컬킨 - 모건 헤스 역
- 애비게일 브레슬린 - 보 헤스 역
- 체리 존스 - 캐럴라인 패스키 경관 역
- M. 나이트 샤말란 - 레이 레디 역
- 퍼트리샤 컬렘버 - 콜린 헤스 역
- 테드 서턴 - 커닝햄 역

## 제작진
- 미술: 래리 풀턴
- 의상: 앤 로스
- 배역: 더글러스 에이블